# Eva Dawes
Eva Dawes, później Spinks (ur. 17 września 1912 w Toronto, zm. 30 maja 2009 w Thames Ditton) – kanadyjska lekkoatletka specjalizująca się w skoku wzwyż, uczestniczka letnich igrzysk olimpijskich w Los Angeles (1932), brązowa medalistka olimpijska w skoku wzwyż.

## Sukcesy sportowe
- pięciokrotna mistrzyni Kanady w skoku wzwyż – 1926 (w wieku zaledwie 14 lat), 1932, 1933, 1934, 1935

| Rok  | Miasto      | Zawody                         | Konkurencja | Wynik         |
| ---- | ----------- | ------------------------------ | ----------- | ------------- |
| 1932 | Los Angeles | Igrzyska olimpijskie           | skok wzwyż  | brązowy medal |
| 1934 | Londyn      | Igrzyska Imperium Brytyjskiego | skok wzwyż  | srebrny medal |

## Rekordy życiowe
- skok wzwyż – 1,60 – Los Angeles 07/08/1932[2]